# Мотітханг Колледж (футбольний клуб)
Мотітханг Колледж (англ. Motithang College Football Club) — бутанський футбольний клуб, який виступав А-Дивізіоні, вищому дивізіоні чемпіонату Бутану, але в 2012 році А-Дивізіон змінила Національна ліга Бутану. Домашні матчі проводить на столичному стадіоні «Чанглімітанг».

## Історія
У першому розіграші А-Дивізіону фінішував на 6-му місці, здобувши дві перемоги та дві нічиї в 9-ти поєдинках. Вони здобули перемогу над «Ед'юкейшн» T. I. and Power з рахунком 1:0, в той же час зіграв внічию з «Паблік Уоркс Департмент» (0:0) та «Янгченгпхуг Колледж» (1:1). Вони були дещо тьмяними в атаці, забивши лише шість м'ячів протягом усього сезону, випередивши лише два нижніх клуби «Ед'юкейшн» та «Янгченгпхуг» забили менше. Дані про виступи «Мотітханг Колледж» у період з 1987 по 1995 рік відсутні.